# The Silver Tongued Devil and I
A The Silver Tongued Devil and I Kris Kristofferson második albuma. 1971-ben jelentette meg a Monument Records.
Az egyik dal (The Pilgrim, Chapter 33) bevezetőjében Kristofferson elmondja, hogy a dalt Johnny Cash és Dennis Hopper tiszteletére írta. Ezt a dalt később elő is adta a The Johnny Cash Show egyik epizódjában.
Az 1976-ban készült Taxisofőr című filmben is szerepel az album, mivel a főszereplő Travis (Robert De Niro) megvásárolja az albumot barátnőjének, akit Cybill Shepherd alakít, hogy meghallgassák a The Pilgrim, Chapter 33 című dalt.

## Dalok
Az összes dalt Kris Kristofferson szerezte, kivéve ahol jelezve van.
1. The Silver Tongued Devil and I – 4:18
2. Jody and the Kid – 3:06
3. Billy Dee – 2:57
4. Good Christian Soldier (Bobby Bare/Billy Joe Shaver) – 3:22
5. Breakdown (A Long Way from Home) – 2:44
6. Loving Her Was Easier (Than Anything I'll Ever Do Again) – 3:47
7. The Taker (Kristofferson/Silverstein) – 3:16
8. When I Loved Her – 3:03
9. The Pilgrim, Chapter 33 – 3:12
10. Epitaph (Black and Blue) (Donnie Fritts/Kristofferson) – 3:23

## Munkatársak
- Kris Kristofferson – gitár, ének
- Jerry Kennedy, Jerry Shook, Chris Gantry – gitár
- Norbert Putman, Bobby Dyson, Billy Swan – basszusgitár
- Jerry Carrigan – dobok
- David Briggs, Donnie Fritts – billentyűs
- Norman Blake – dobro
- Charlie McCoy – szájharmonika/trombita
- Billy Swan, Donnie Fritts, Rita Coolidge – ének
- Fred Foster – producer
- Gene Eichelberger – hangmérnök
- Tommy Strong – hangmérnök

## Slágerlisták
Album – Billboard (North America)
| Év | Lista          | Helyezés |
| -- | -------------- | -------- |
|    | Countrylemezek | 4        |
|    | Poplemezek     | 21       |

Kislemezek – Billboard (North America)
| Év | Kislemez                | Lista              | Helyezés |
| -- | ----------------------- | ------------------ | -------- |
|    | "Loving Her Was Easier" | Country kislemezek | 4        |
|    | "Loving Her Was Easier" | Pop kislemezek     | 26       |